# Nijō Hisamoto
Nijō Hisamoto (二条 尚基) (né en 1471, mort le 4 novembre 1497), fils du régent Nijō Masatsugu, est un noble de cour japonais (kugyō) de l'époque de Muromachi (1336–1573). Il exerce la fonction de régent kampaku en 1497. Il est le père du régent Nijō Korefusa.